# Bal à l'Opéra
Pour plus de détails, voir Fiche technique et Distribution.
Bal à l'Opéra (titre original : Opernball) est un film autrichien réalisé par Ernst Marischka sorti en 1956.
Il s'agit de l'adaptation de Der Opernball, une opérette de Richard Heuberger. Elle fit l'objet d'une précédente adaptation : Nuits de Vienne, réalisé par Géza von Bolváry sorti en 1939.

## Synopsis
C'est le bal de l'opéra de Vienne. Des hommes demandent à Georg Dannhauser toutes les sortes d'excuses pour passer inaperçus auprès de leurs femmes présentes au bal. Paul Hollinger est venu avec sa femme Hélène et son ami Georg, il prétend posséder des commerces. Eduard von Lamberg, l'oncle de Georg, feint une maladie et demande un médecin, en fait il veut se rendre au bal. De même, Georg prétexte du travail, pour voir en secret son amante Mizzi.
Mais quand Mizzi appelle, elle tombe sur Elisabeth, la femme de Georg, qui soupçonne qu'il a une liaison. Avec la femme de Paul, Helene, elle élabore un plan : elles écrivent une lettre anonyme pour les faire se rencontrer lors du bal. Le signe de reconnaissance est une robe rose. Elles se rendent compte alors que leurs maris sont infidèles. Georg est prévenu par son majordome de la machination et veut se venger en jouant une farce avec Paul et Hanni, la bonne. Paul avait voulu associer Georg avec une femme qu'on pensait noble, mais qui est une jeune fille simple. Georg fait écrire à Hanni une lettre à Paul pour le rencontrer lors du bal, elle portera une robe rose. Elle préfère s'adresser au compositeur Richard Stelzer, un ancien ami d'Helene.
Georg s'occupe de la salle de l'opéra. Il délaisse Mizzi et envoie son oncle Eduard pour s'occuper d'elle. George organise une loge pour Paul qu'il croit être avec Hanni. En réalité, Elizabeth est avec lui. Il prend une loge aussi pour lui-même, il pense être avec sa femme, mais sous le voile, c'est en fait Hanni. Au bout du compte, Richard et Helene se retrouvent dans une pièce séparée. Elisabeth voit Georg dans sa loge, embrasser Hanni, mais croit que c'est Helene. Hélène, à son tour, est déçue quand elle voit son mari se retirer avec Elisabeth.
Le maître d'hôtel Anton Hatschek informe Georg de ce qui se passe dans les loges. Georg, irrité, fait envoyer une bouteille de vin lourd auprès de Paul. Il veut faire éclater une affaire sur Paul et celle qui pense être Hanni, mais se rend compte que la bonne est dans la loge. Horrifié, il provoque Paul en duel, pour avoir été avec sa femme. La femme de Paul, Hermine, ivre, rencontre Richard Stelzer qui vient de quitter Helene, elle chante et danse avec lui. Eduard demande à son tour un duel avec Richard. Alors que Philipp prépare les armes, Elisabeth apprend par Hanni que c'était elle et pas Helene qui était avec Georg et qu'il l'a embrassée en état d'ébriété. Elisabeth et Helene se réconcilient et se précipitent à l'Hôtel Sacher pour arrêter les duels.
L'année suivante, tout le monde se retrouve de nouveau au bal de l'opéra.

## Fiche technique
- Titre : Bal à l'Opéra
- Titre original : Opernball
- Réalisation : Ernst Marischka assisté de Rudolf Zehetgruber
- Scénario : Ernst Marischka
- Musique : Richard Heuberger
- Direction artistique : Fritz Jüptner-Jonstorff
- Costumes : Leo Bei
- Photographie : Bruno Mondi
- Son : Herbert Janeczka
- Montage : Alfred Srp
- Production : Karl Ehrlich
- Sociétés de production : Erma-Film
- Société de distribution : Sascha Filmverleih
- Pays d'origine :  Autriche
- Langue : allemand
- Format : Couleur - 1,37:1 - Mono - 35 mm
- Genre : Musical
- Durée : 95 minutes
- Dates de diffusion :
  -  Allemagne : 30 août 1956.
  -  Autriche : 11 septembre 1956.
  -  Suède : 19 novembre 1956.
  -  Danemark : 1er avril 1957.
  -  France : 1er avril 1959[1].
  -  Finlande : 14 août 1959.

## Distribution
- Johannes Heesters: Georg Dannhauser
- Hertha Feiler: Elisabeth, sa femme
- Josef Meinrad: Paul Hollinger
- Sonja Ziemann: Helene Hollinger, sa femme
- Adrian Hoven: Richard Stelzer
- Rudolf Vogel: Eduard von Lamberg
- Fita Benkhoff: Hermine, sa femme
- Theo Lingen: Philipp, le majordome des Dannhauser
- Dorit Kreysler: Hanni, la bonne des Dannhauser
- Frances Martin: Mizzi Schuster
- Hans Moser: Anton Hatschek